# 第103飛行隊 (南アフリカ空軍)
第103飛行隊（だい103ひこうたい、103 Squadron SAAF）は、かつて存在した南アフリカ空軍の飛行隊である。1963年9月24日に設立され、1993年3月31日に廃止。